# Handball-Oberliga Rheinland-Pfalz/Saar 2016/17
Die Handball-Oberliga Rheinland-Pfalz/Saar 2016/17 wurde unter dem Dach der Handball-Landesverbände Rheinhessen (HVR), Rheinland (HVRL), Pfalz (PfHV) und Saar (HVS) organisiert. Sie ist die höchste Spielklasse des Verbundes und war unterhalb der Regionalliga als vierthöchste Spielklasse im deutschen Ligensystem eingestuft.

## Saisonverlauf
Die Handball-Oberliga Rheinland-Pfalz/Saar 2016/17 war die fünfzehnte Ausspielung dieser Handballliga.

## Modus
Sechzehn Mannschaften (Frauen vierzehn) spielten eine Hin- und Rückrunde. Nach Abschluss der daraus resultierenden Spieltage sind der Meister in die 3. Liga aufgestiegen und die drei letztplatzierten (Frauen letzte) Mannschaften in die Liga ihrer Landesverbände absteigen. Der Modus war für Männer- und Frauenteams gleich.

## Teilnehmer
Nicht mehr dabei waren die Auf- und Absteiger der Vorsaison. Neu hinzu kam der Absteiger (A) aus der 3. Liga und die Aufsteiger (N) aus den Ligen der Landesverbände.

### Abschlussplatzierungen
| Männer  1. TuS 04 Dansenberg - 2. VT Zweibrücken-Saarpfalz - 3. MSG HF Illtal - 4. DJK SF Budenheim - 5. HSG Worms - 6. HV Vallendar - 7. TV 05 Mülheim - 8. HSG Rhein-Nahe Bingen - 9. TV Bitburg 1911 (N) - 10 HSG Völklingen - 11 SG Saulheim - 12 HSG Kastellaun/Simmern - 13 TSG Friesenheim II  14 TV Nieder-Olm  15 HSV Merzig-Hilbringen  16 TG 1848 Osthofen (N) | Frauen  1. SG Ottersheim/Bellheim/Z. - 2. TV Bassenheim 1911 - 3. SG Bretzenheim II - 4. HSV Viktoria Püttlingen - 5. HSG Wittlich - 6. 1. FSV Mainz 05 IIBudenheim II - 7. HSG Hunsrück (N) - 8. DJK St. Michael Marpingen - 9. TSG Friesenheim - 10 TV 1891 Moselweiß - 11 VTV Mundenheim - 12 SV 64 Zweibrücken - 13 TG 1848 Osthofen (N)  14 HSV Sobernheim |

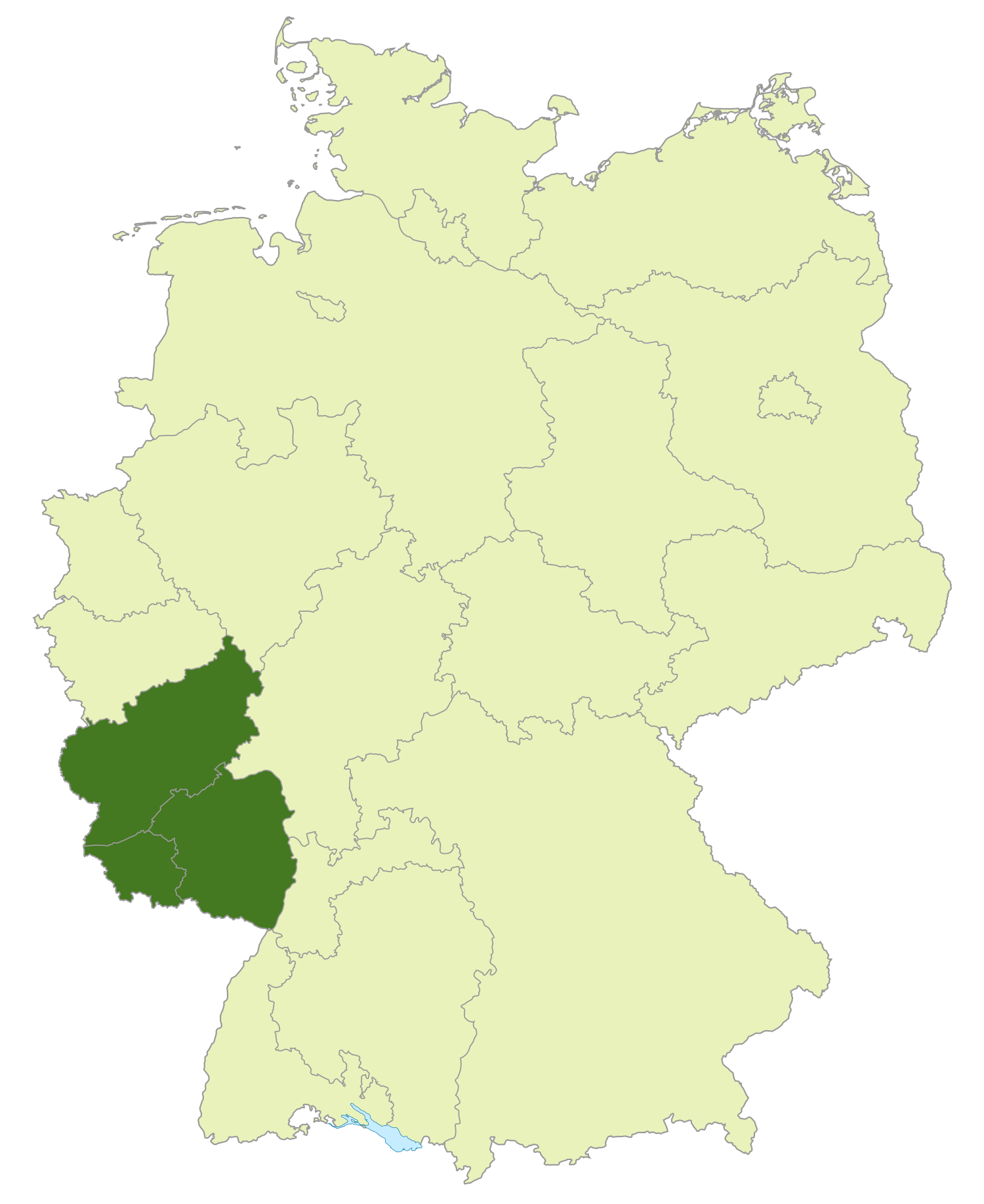
Bereich der Handball-Oberliga
Rheinland-Pfalz / Saarland

- Für die Oberliga 2017/18 qualifiziert